# Olivin

Az olivin a szilikátásványok közé tartozó ásvány. Az olivin nem önálló ásványfaj, hanem a fayalit (Fe2SiO4) és a forsterit (Mg2SiO4) ásványfajok közötti elegysor köztes összetételű változata, képlete: (Mg,Fe)2SiO4. Míg a fayalit esetén a kation túlnyomórészt Fe2+, a forsterit esetén Mg2+, addig az olivin Fe2+ és Mg2+ kationokat is tartalmaz. A két szélső tag közötti elegysor az olivinsor, más néven fayalit-forsterit sor.
Az olivin (illetve olivinsor) zöld színű drágakőváltozata a peridot. Drágakőritkaság a peridotmacskaszem és a csillagperidot, mindkettőben zárványkötegek okozzák a különleges fénytörést.
Az olivin név a latin oliva (olajfa) szóból származik.
2018-ban a 2019-es év ásványának jelölték a galenit és a kősó társaságában, végül azonban a galenit lett a győztes.

## Megjelenési formái, genetikája
Szerkezete jellegzetes, úgynevezett olivinszerkezet, mely SiO4 tetraéderekből és M2+O6 oktaéderekből épül fel. Ezek úgy kapcsolódnak egymáshoz, hogy minden O-atom 1 tetraéderhez és 3 oktaéderhez tartozik egyidejűleg.
Fennőtt kristályai zömök oszloposak, míg a kőzetekben bennőtt szemcséi izometrikusak, kissé nyúltak. Mélységi magmás kőzetekben általában xenomorf, míg kiömlési kőzetekben idiomorf, kissé táblás megjelenésű. Kevéssé ellenálló, könnyen átalakul szerpentinné, klorittá vagy iddingsitté.

## Összetétele
- Magnézium: 25,37%
- Vas: 14,57%
- Oxigén: 41,74%
- Szilícium: 18,32%

## Elkülönítése
Viszonylag könnyen felismerhető a vulkáni kőzetekben a fenokristályként előforduló olivin. Néha megesik, hogy nagyon sötét színű a bazalt alapanyaga, és ebben az átlátszó, zöld olivinszemcséket igen nehéz észrevenni. A mélységi kőzetekben gyakran átalakul, ezért nehezebb felismerni. Az epidottal és a klorittal lehet elsősorban összetéveszteni, de az epidot nem fordul elő az ultrabázisos magmás kőzetekben, és a színe is sárgászöld. A klorit viszont élénkebb zöld, és pikkelyes megjelenésű, másodlagos ásvány.

## Előfordulása
Fontos kőzetalkotó ásvány. Az ultrabázisos és bázisos kőzetek (például gabbró, bazalt) jellemző elegyrésze. A 40%-nál nagyobb olivin-tartalmú kőzetcsoport nevét alternatív elnevezéséből (peridot) származtatják, azaz peridotitoknak is nevezik. A dunitben szinte kizárólagos kőzetalkotó, hiszen térfogatának 90%-nál nagyobb része olivinből áll. A magmás kőzetekben előforduló felsőköpeny eredetű kőzetzárványok (például Balatonfelvidék, Karancs) és bizonyos meteorit típusok lényeges elegyrésze.

## Felhasználása
Világszerte keresnek olcsó eljárásokat a szén-dioxiddal való reakciókhoz, annak megkötésére. Az olivinnel végzett reakció erre vonzó lehetőség, mivel széles körben elérhető,  és könnyen reagál a szén-dioxiddal. 
Az acélművekben is használják az olivint a dolomit helyettesítőjeként.
Finnországban a szaunák fűtéséhez ideális kőzet.

## Képek

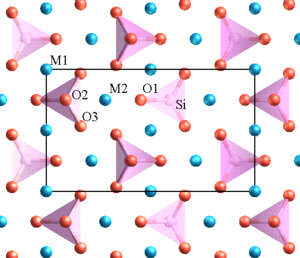
Az olivin szerkezete a kristálytani tengely irányából
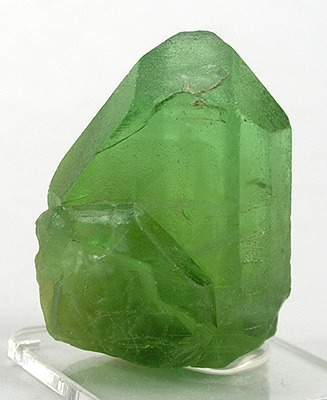
Az olivinsor zöld drágakőváltozata, a peridot ásvány
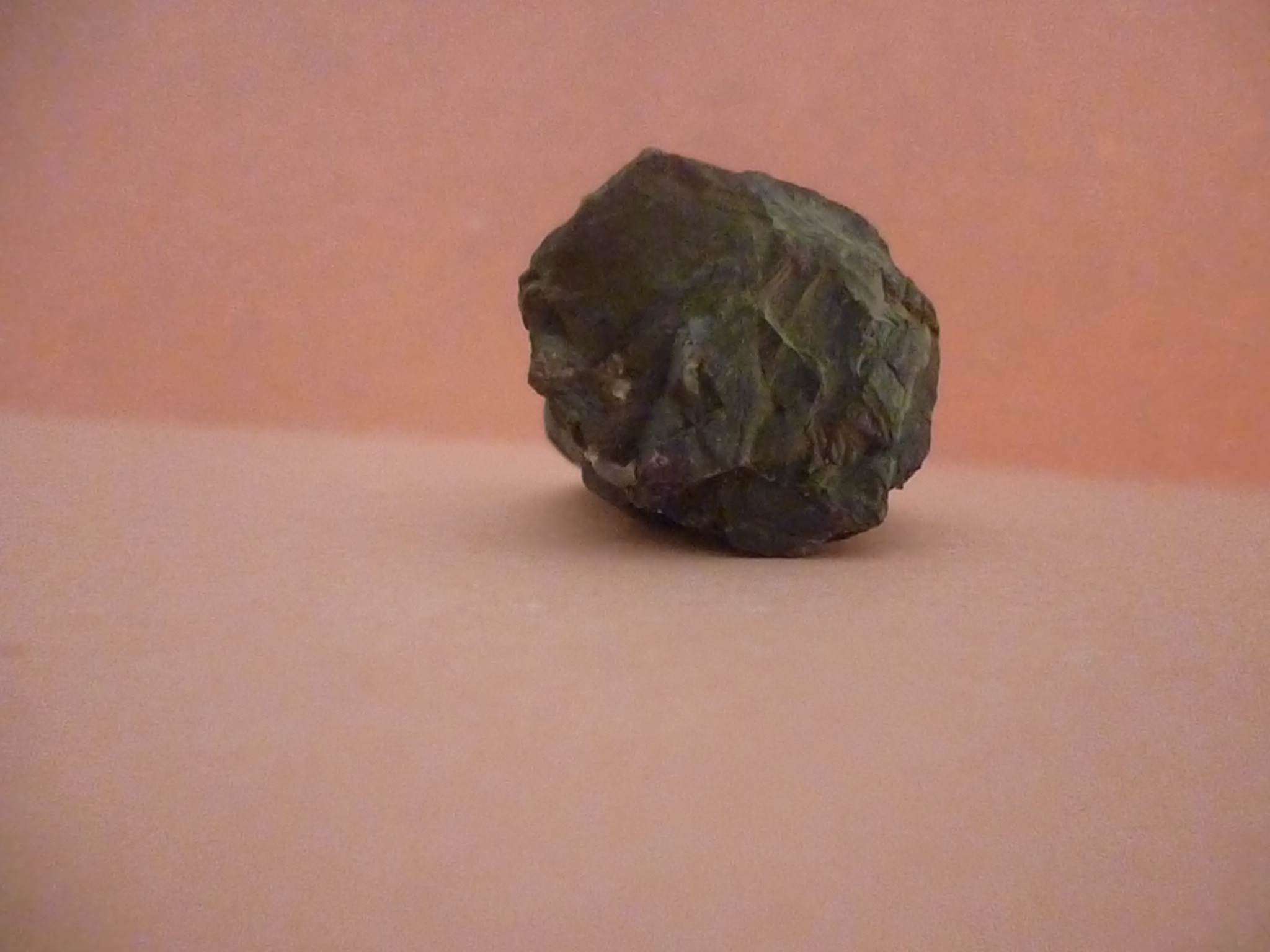
Izraelből való olivin